# Đầu đạn MIRV

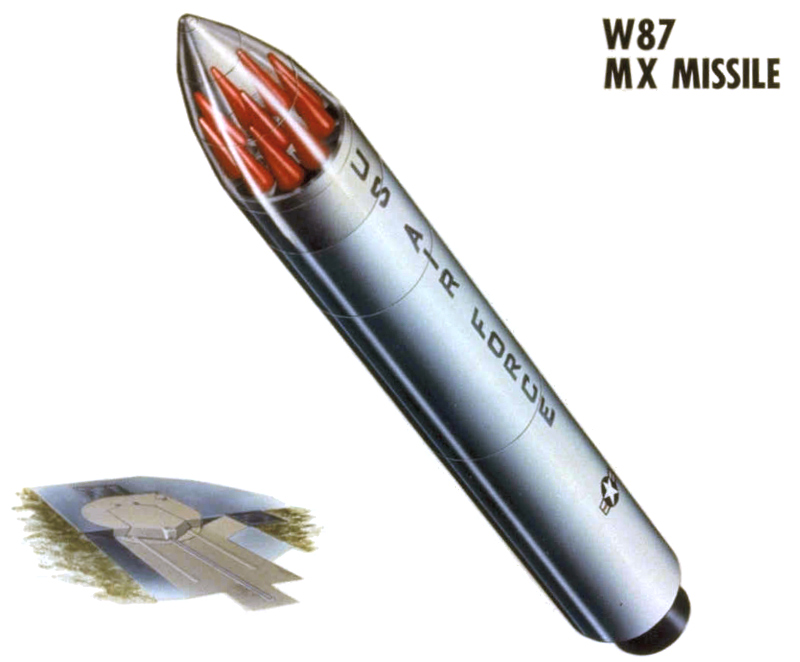
Đầu đạn MIRV trên tên lửa LGM-118 Peacekeeper. Các đầu đạn được tô màu đỏ.

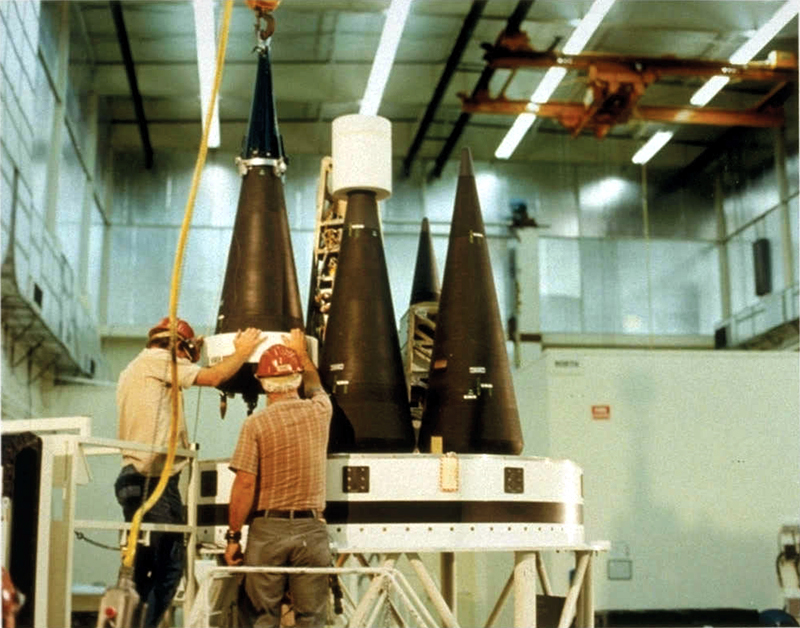
Các kỹ thuật viên đang bảo trì đầu đạn MIRV Mk21 trên tên lửa LGM-118 Peacekeeper

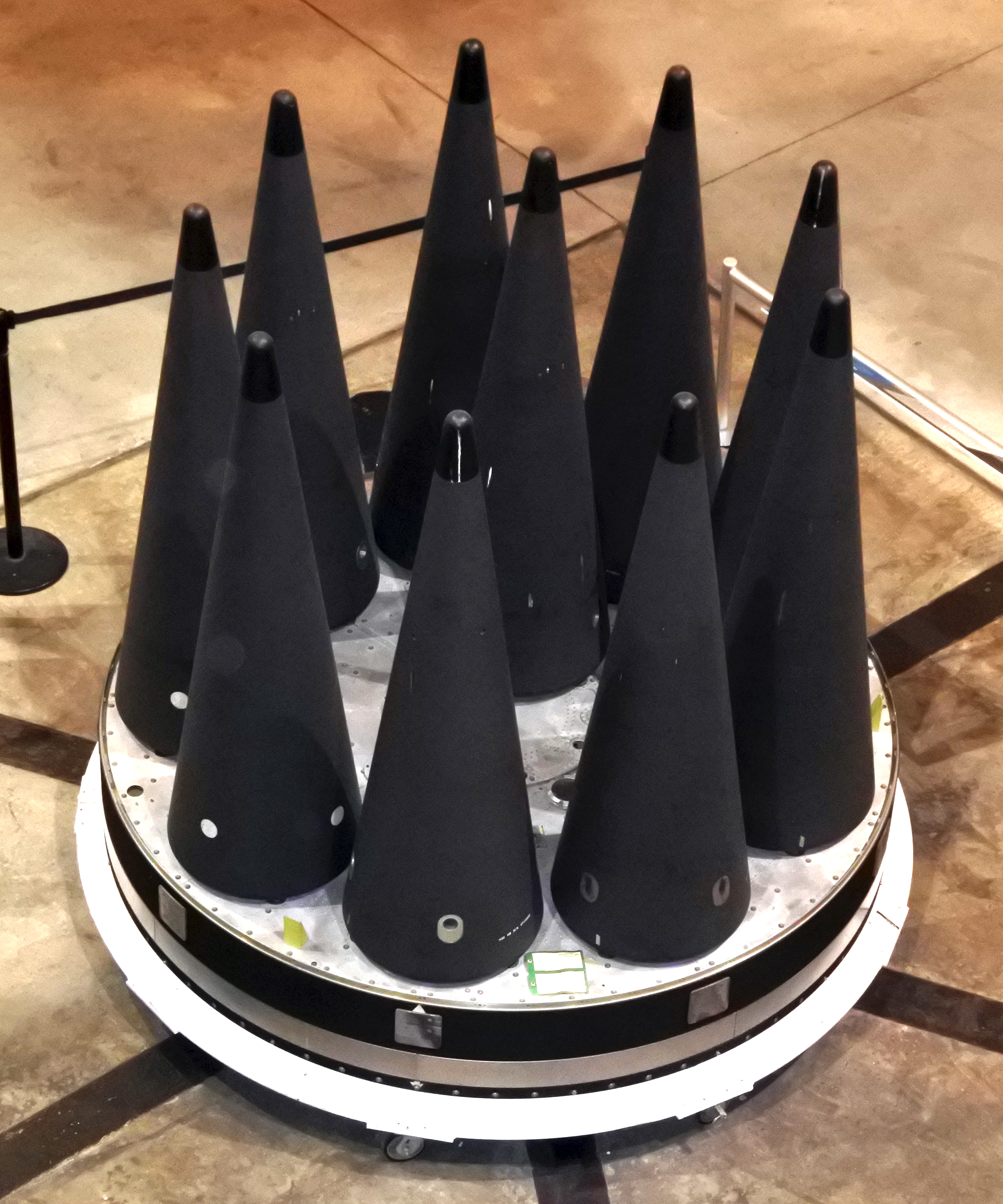
Đầu đạn MIRV của tên lửa ICBM LGM-118A Peacekeeper

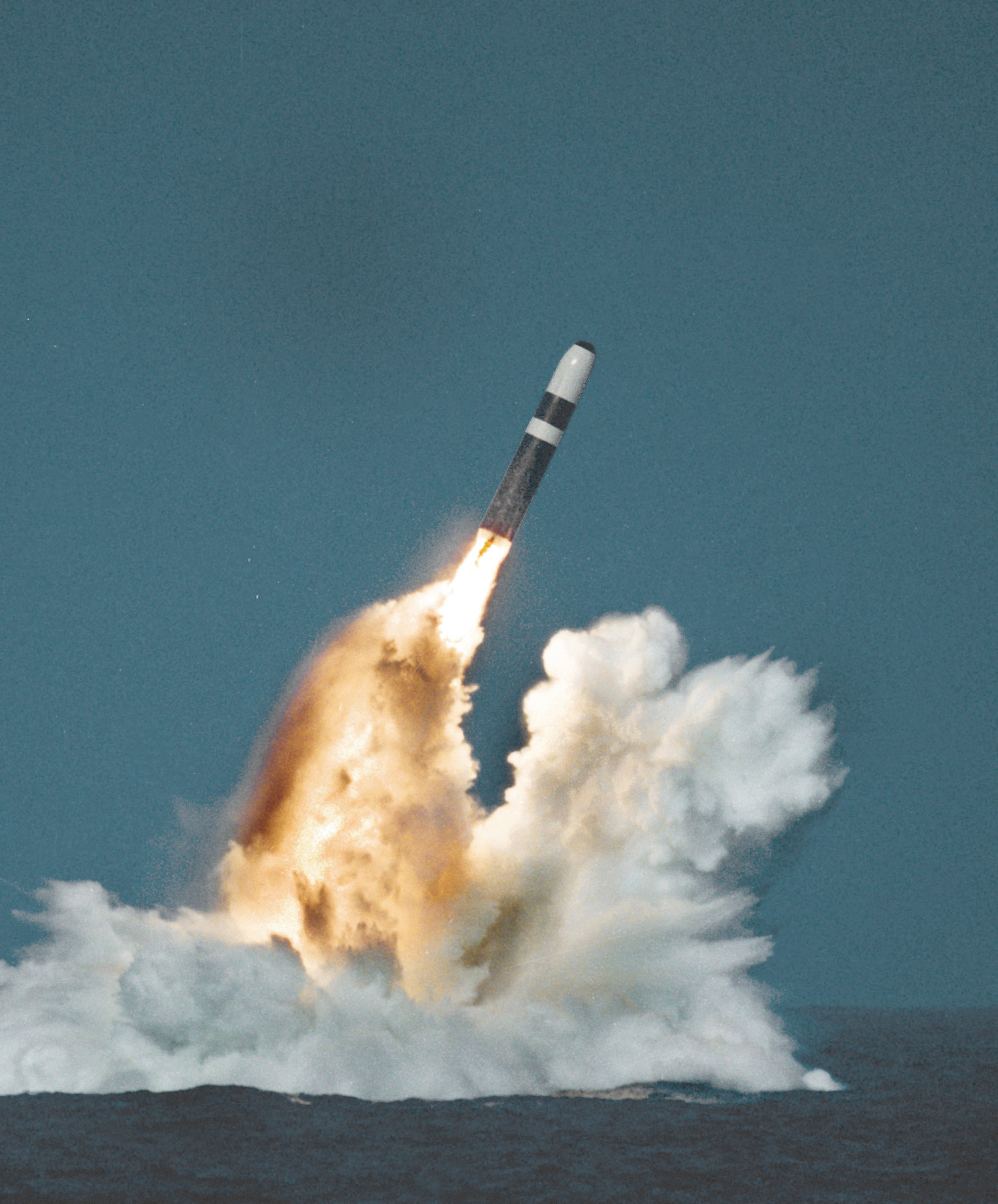
Tên lửa Trident II, mỗi tên lửa có khả năng mang theo tới 14 đầu đạn.

Đầu đạn hồi quyển tấn công đa mục tiêu độc lập multiple independently targetable reentry vehicle (MIRV) là một loại tải trọng của tên lửa đạn đạo xuyên lục địa, bao gồm nhiều đầu đạn hạt nhân cỡ nhỏ, có khả năng lập trình tấn công mục tiêu riêng lẻ. Đầu đạn MIRV thường đi liền với tên lửa xuyên lục địa. Tên lửa liên lục địa bên cạnh đó cũng có thể trang bị một đầu đạn hạt nhân duy nhất. Hiện nay chỉ có Hoa Kỳ, Vương quốc Anh, Pháp, Nga và Trung Quốc đã được công nhận là sở hữu tên lửa ICBM với đầu đạn MIRV.
Tên lửa ICBM đầu tiên có thiết kế đầu đạn MIRV là tên lửa Minuteman III, được thử nghiệm lần đầu vào năm 1968 và được đưa vào triển khai từ năm 1970. Tên lửa Minuteman III được trang bị với ba đầu đạn W62, có đương lượng nổ của mỗi đầu đạn là khoảng 170 kilô tấn TNT (710 TJ), thay cho đầu đạn W56 đương lượng nổ 1,2 mêga tấn TNT (5,0 PJ) trên các phiên bản tên lửa ICBM Minuteman từ trước đó. Tư năm 1970 đến 1975, Hoa Kỳ đã loại bỏ khoảng 550 tên lửa ICBM Minuteman thuộc phiên bản cũ trong kho tên lửa của Lực lượng Không quân Chiến lược va thay thế chúng bằng phiên bản Minuteman III với đầu đạn MIRV giúp tăng đang kể hiệu suất tổng thể của tên lửa. Tuy đầu đạn của tên lửa có đương lượng nổ nhỏ hơn nhưng nhờ độ chính xác của tên lửa tăng lên đã khiến hiệu suất tiêu diệt mục tiêu của tên lửa tăng lên, so với phiên bản Minuteman trang bị duy nhất một đầu đạn W56. Tên lửa Minuteman III được phát triển để đáp lại việc Liên Xô xây dựng hệ thống phòng thủ tên lửa liên lục địa xung quanh Moskva; đầu đạn MIRV sẽ cho phép Mỹ có thể làm quá tải hệ thống phòng thủ của Liên Xô trong khi không cần phải tăng số lượng tên lửa đạn đạo trang bị. Liên Xô đáp lại bằng việc triển khai đầu đạn MIRV trên thiết kế tên lửa ICBM R-36, cũng gồm ba đầu đạn, vào năm 1975, và tới 10 đầu đạn nhỏ trong các thiết kế sau đó. Trong khi Hoa Kỳ đã ngừng triển khai các đầu đạn MIRV trên tên lửa ICBM từ năm 2014 để tuần thủ hiệp ước new START, Nga vẫn tiếp tục phát triển tên lửa ICBM mới sử dụng công nghệ này.
Việc đầu đạn MIRV ra đời đã làm thay đổi cán cân chiến lược. Trước đây, mỗi tên lửa với trang bị một đầu đạn, các hệ thống phòng thủ tên lửa chỉ cần một tên lửa đánh chặn cho mỗi tên lửa ICBM. Bất kỳ việc tăng số lượng tên lửa, sẽ kéo theo việc gia tăng tương tự các đầu đạn đánh chặn. Đối với đầu đạn MIRV, phe phòng thủ phải xây dựng hệ thống phòng thủ đa mục tiêu cho mỗi tên lửa đạn đạo phóng tới, đồng nghĩa với việc phát triển và chế tạo tên lửa mới sẽ ít tốn kém hơn so với bên phòng thủ. Tỉ lệ chênh lệch nghiêng về phía bên tấn công đã khiến khái niệm tấn công huỷ diệt lẫn nhau trở thành kế hoạch hàng đầu trong các hoạch định chiến lược và các hệ thống ABM bị hạn chế nghiêm trọng trong Hiệp ước ABM vào năm 1972 nhằm tránh chạy đua vũ trang quy mô lớn.

## Mục đích
Mục đích của MIRV gồm bốn phần:
- Nâng cao trình độ tấn công phủ đầu cho lực lượng tên lửa chiến lược.[7]
- Cung cấp khả năng sát thương mục tiêu lớn hơn cho một trọng tải nhất định vũ khí nhiệt hạch. Các đầu đạn cỡ nhỏ và đương lượng nổ thấp gây ra diện tích phá huỷ lớn hơn nhiều so với một đầu đạn duy nhất. Ngược lại nó cũng làm giảm số lượng tên lửa đạn đạo và số phương tiện phóng cần thiết để gây ra mức thiệt hại yêu cầu.[8]
- Với tên lửa chỉ có một đầu đạn, mỗi mục tiêu sẽ cần ít nhất một tên lửa ICBM. Trong khi đối với đầu đạn MIRV, mỗi tên lửa ICBM có khả năng chống lại nhiều mục tiêu trải rộng trên một diện tích rộng lớn.
- Giảm hiệu quả của hệ thống phòng thủ tên lửa đạn đạo vốn được thiết kế để đánh chặn từng đầu đạn hạt nhân.[9] Trong khi tên lửa MIRV có khả năng mang nhiều đầu đạn (3-12 đầu đạn đối với ICBM của Hoa Kỳ và Nga, hoặc tối đa là 14 đầu đạn theo cấu hình tầm ngắn trên tên lửa SLBM Trident II theo hiệp định START), các tên lửa đánh chặn sẽ chỉ có một đầu đạn trên mỗi tên lửa. DO đó, theo khía cạnh quân sự và kinh tế, đầu đạn MIRV khiến cho hệ thống ABM trở nên kém hiệu quả hơn, vì chi phí duy trì hệ thống phòng thủ khả thi để đối phó với đầu đạn MIRV sẽ tăng lên đáng kể, đòi hỏi nhiều tên lửa đánh chặn cho mỗi tên lửa ICBM tấn công. Các phương tiện hồi quyển dạng mồi nhử có thể được sử dụng kết hợp với đầu đạn thật để tăng khả năng xuyên thủng lá chắn phòng thủ tên lửa. Một hệ thống đánh chặn sớm, từ trước khi tên lửa ICBM triển khai đầu đạn MIRV sẽ tránh được điều này nhưng sẽ khó thực hiện và khó triển khai do tốn kém.

Các đầu đạn MIRV trang bị trên tên lửa đạn đạo liên lục địa phóng từ đất liền được coi là gây mất ổn định do chúng được thiết kế để tấn công trước. Tên lửa Minuteman III là tên lửa ICBM đầu tiên có khả năng triển khai MIRV, triển khai từ những năm 1970, có nguy cơ làm tăng nhanh kho vũ khí hạt nhân của Hoa Kỳ và do đó có khả năng nước này có đủ bom hạt nhân để phá huỷ hầu như toàn bộ vũ khí hạt nhân của Liên Xô và vô hiệu hoá bất kỳ sự trả đũa hạt nhân nào. Sau này, Mỹ lo ngại tên lửa mang đầu đạn MIRV của Liên Xô vì tên lửa của Liên Xô có tải trọng lớn hơn và do đó có khả năng triển khai nhiều đầu đạn hơn so với Mỹ. Mỹ có tỉ lệ kho vũ khí hạt nhân tên lửa ICBM ít hơn Liên Xô. Máy bay ném bom chiến lược cũng không có khả năng trang bị đầu đạn MIRV nên đương lượng nổ không được nhân lên. Do đó, dường như Mỹ không có tiềm năng sử dụng đầu đạn MIRV như Liên Xô. Tuy nhiên Mỹ có số lượng tên lửa SLBM nhiều hơn Liên Xô, cũng có thể trang bị đầu đạn MIRV nên có thể bù đắp nhược điểm của ICBM phóng từ đất liền. Chính vì khả năng tấn công phủ đầu, nên tên lửa mang đầu đạn MIRV phóng từ đất liền đã bị cấm theo thoả thuận START II. Hiệp định START II được Duma Nga phê chuẩn ngày 14 tháng 4 năm 2000, nhưng Nga đã rút khỏi hiệp ước vào năm 2002, sau khi Mỹ rút khỏi hiệp định ABM.

## Cách hoạt động
Đối với đầu đạn MIRV, động cơ chính trên tầng đẩy mang tải trọng sẽ kích hoạt đẩy khoang chứa đầu đạn theo quỹ đạo đạn đạo dưới quỹ đạo. Sau đó, quỹ đạo được tinh chỉnh nhờ các động cơ cỡ nhỏ, điều chỉnh theo hệ thống dẫn đường quán tính. Khoang chứa đầu đạn hướng tới mục tiêu và "thả" đầu đạn rơi tự do theo quỹ đạo, sau đó khoang chứa động cơ sẽ bay theo quỹ đạo khác đến mục tiêu thứ hai, tiếp tục thả đầu đạn lên mục tiêu thứ hai, và cứ lần lượt như vậy cho đến khi hết đầu đạn con.

Nguyên lý của đầu đạn MIRV tên lửa ICBM Minuteman III 1. Tên lửa được phóng khỏi giếng phóng bằng động cơ tầng 1 (A).
2. Khoảng 60 giây sau khi phóng, tầng 1 sẽ được tách ra khỏi tên lửa và động cơ tầng 2 (B)được kích hoạt. Vỏ chụp đầu tên lửa (E) được phóng ra.
3. Khoảng 120 giây sau khi phóng, động cơ tầng 3 (C) được kích hoạt và tách khỏi tầng đẩy 2.4. Khoảng 180 giây sau khi phóng, động cơ tầng ba ngắt và tầng đẩy mang tải trọng MIRV được tách ra khỏi tên lửa.5. Khoang chứa đầu đạn MIRV tự thay đổi quỹ đạo và chuẩn bị triển khai các đầu đạn hồi quyển RV.
6. Trong khi khoang chứa đầu đạn MIRV quay trở lại bầu khí quyển, các đầu đạn RV, mồi nhử, nhiễu được triển khai.7. Đầu đạn con cùng với các thiết bị đánh lạc hướng bắt đầu thâm nhập bầu khí quyển, ở tốc độ cao và ngòi nổ trên đầu đạn con được kích hoạt trong giai đoạn này.8. Đầu đạn hạt nhân được kích hoạt trên không hoặc trên mặt đất.

Các thông số kỹ thuật liên quan đến MIRV đều là thông tin mật cấp độ quân sự. Khoang chứa đầu đạn chỉ có lượng nhiên liệu hạn chế, khiến cho khoảng cách các mục tiêu tấn công khả dĩ bị thu hẹp xuống chỉ vài trăm km. Một số đầu đạn được thiết kế kiểu tàu lượn siêu vượt âm, ngoài ra một số đầu đạn MIRV còn có khả năng thả mồi bẫy như các bóng làm bằng nhôm như hệ thống Chevaline của Anh.

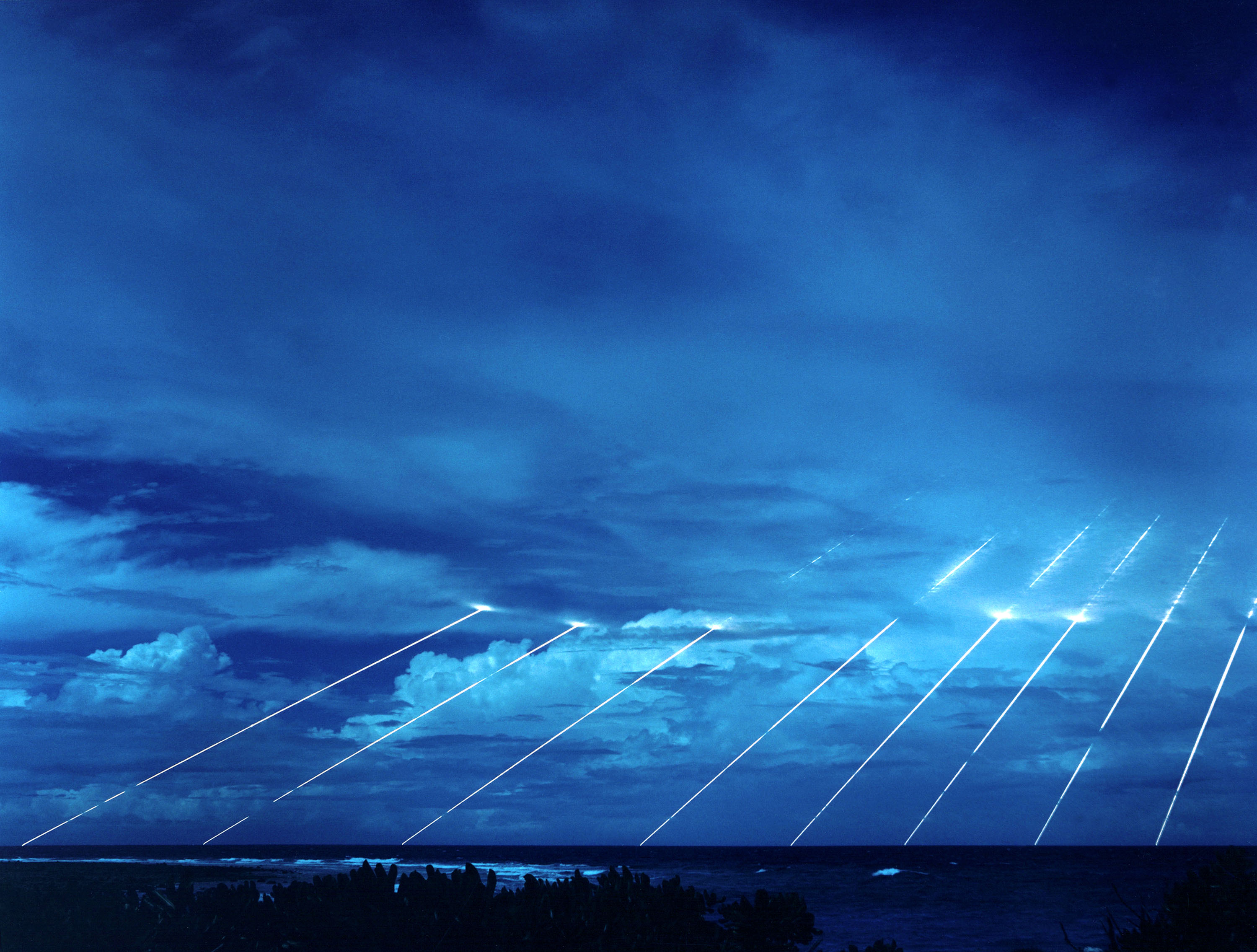
Thử nghiệm tên lửa Peacekeeper; tất cả tám (có khả năng là mười) đầu đạn được thả từ một tên lửa. Mỗi vệt ánh sáng là đường đạn của đầu đạn con.

## MRV
Phương tiện hồi quyển đa mục tiêu (MRV) sẽ triển khai đầu đạn một cách tự do trên mục tiêu, giống như bom chùm. Những đầu đạn con này không có khả năng nhắm mục tiêu độc lập, ưu điểm là nó phủ rộng diện tích thiệt hại hơn là một đầu đạn đơn duy nhất, và khiến hệ thống đánh chặn khó khăn hơn do phải triển khai nhiều tên lửa đánh chặn cùng một lúc.
Các đầu đạn nâng cấp có thiết kế nhỏ hơn trong khi có kết cấu điện tử và hệ thống dẫn đường tốt hơn. Kết quả là đầu đạn MIRV hấp dẫn hơn so với đầu đạn MRV đối với các cường quốc. Tên lửa đầu tiên của Mỹ có khả năng triển khai đầu đạn kiểu MRV là tên lửa đạn đạo phóng từ tàu ngầm Polaris A-3 năm 1964. Tên lửa Polaris A-3 có khả năng trang bị ba đầu đạn con, đương lượng mỗi đầu đạn là 200 kilô tấn TNT (840 TJ)..

## Các tên lửa trang bị MIRV
Danh sách này không đầy đủ, bạn cũng có thể giúp mở rộng danh sách.
China
- DF-3A (loại biên, 3 đầu đạn)
- DF-4A (loại biên, 3 đầu đạn)
- DF-5B (hoạt động, 3-8 đầu đạn)
- DF-5C :(hoạt động, 10 đầu đạn)
- DF-31A (hoạt động, 3-5 đầu đạn)
- DF-31B (hoạt động, 3-5 đầu đạn)
- DF-41 (hoạt động, tới 10 đầu đạn)
- JL-2 (hoạt động, 1-3 đầu đạn)
- JL-3 (đang phát triển)

France
- M4 (retired, 6 warheads)
- M45 (active, 6 warheads)
- M51 (active, 6-10 warheads)

India
- Agni-P (đang phát triểnt) [12]
- Agni-V (đang phát triển)

Israel
- Jericho 3 (đang hoạt động)[13]

Pakistan
- Ababeel (đang thử nghiệm)[14]

USSR/Russian Federation

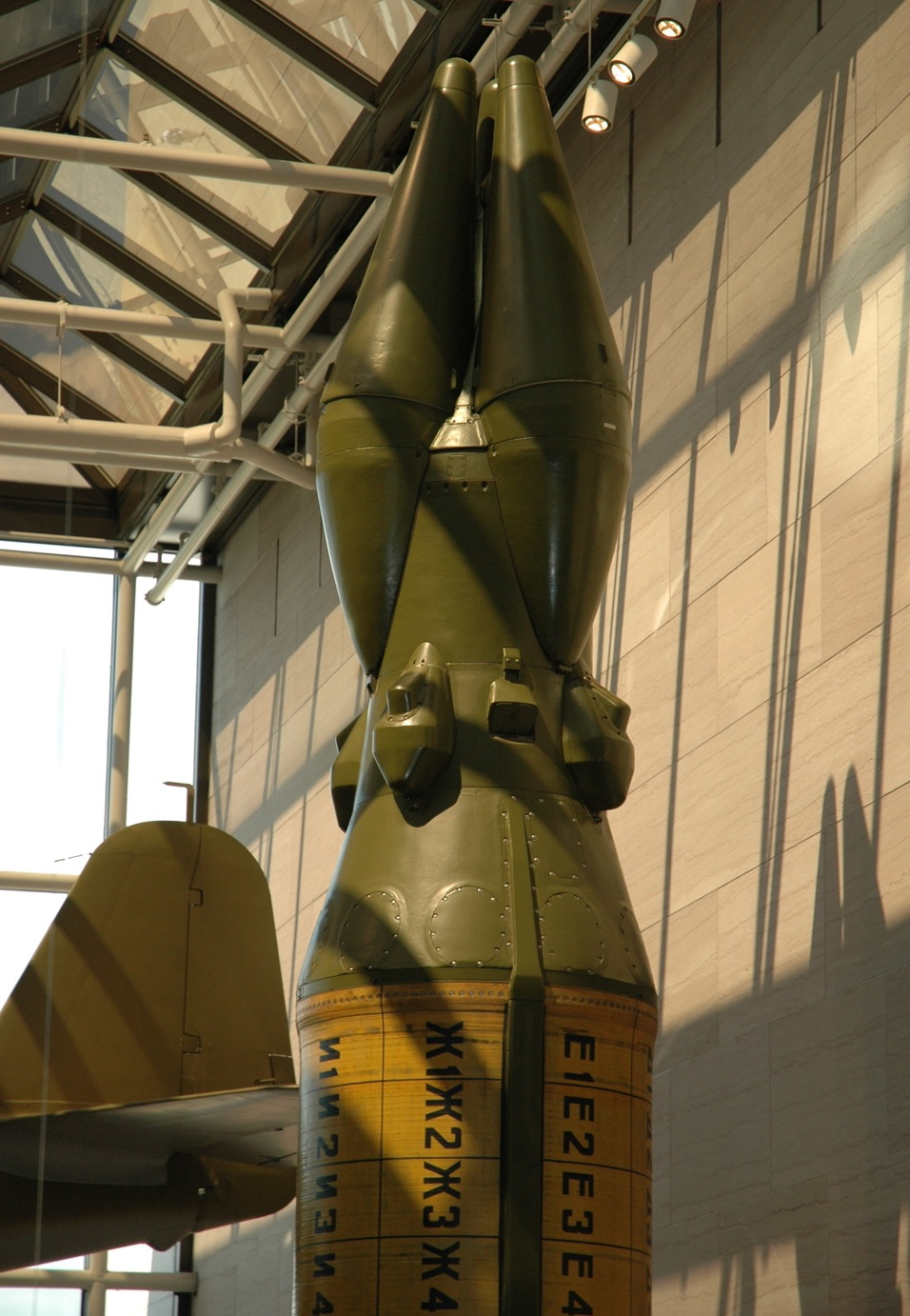
Ba đầu đạn MIRV của tên lửa RSD-10 Pioneer tại National Air and Space Museum

- R-36 mod 4 (retired, 10-14 warheads)
- R-36 mod 5 (active, 10 warheads)
- R-29R (active, 3 warheads)
- R-29RK (retired, 7 warheads)
- MR-UR-100 Sotka (retired, 4 warheads)
- UR-100N mod 3 (retired, 6 warheads)
- RSD-10 Pioneer (retired, 3 warheads)
- R-39 Rif (retired, 10 warheads)
- R-29RM Shtil (retired, 4 warheads)
- RT-23 Molodets (retired, 10 warheads)
- R-29RMU Sineva (active, 4 or 10 warheads)
- RS-24 Yars (active, 3-4 warheads)
- R-29RMU2 Layner (active, 4 or 12 warheads)
- RSM-56 Bulava (active 6-10 warheads)
- RS-28 Sarmat (active, 10-15 warheads)
- RS-26 Rubezh (development stopped, 4 warheads)
- BZhRK Barguzin (development stopped, 4-16 warheads)

United Kingdom
- UGM-133 Trident II (đang hoạt động 8-14 đầu đạn)

United States
- LGM-30 Minuteman III (hoạt động, 1-3 đầu đạn, hiện đang mang một đầu đạn)
- UGM-73 Poseidon (ngừng hoạt động, 10 hay 14 đầu đạn)
- UGM-96 Trident I (ngừng hoạt động, 8 đầu đạn)
- LGM-118 Peacekeeper (ngừng hoạt động, 10 đầu đạn)
- UGM-133 Trident II (đang hoạt động 8-14 đầu đạn)